# Patakófalu
Patakófalu (ukránul: Стужіця) település Ukrajnában, Kárpátalján, az Ungvári járásban.

## Fekvése
A Keleti-Beszkidekben, Nagybereznától északkeletre, Patakújfalu és Határhegy közt fekvő település. A falu a Sztuzsica patak mellett alakult ki. 

## Nevének eredete
Neve szláv víznév eredetű, a falu ugyanis a Sztuzsica patak mellett jött létre. Jelentése az ukrán, hucul eredetű (sztuzsa) szó, képzővel ellátott változata, melynek magyar jelentése: hideg, fagy, nagy hideg.

## Története
Patakófalu (Sztuzsica) nevét 1599-ben említette először oklevél Ósztuzsica néven. 1768-ban O Sztuzsicza, 1773-ban O-Sztuzsicza, 1800-körül Ó-Sztussicza, 1913-ban Patakófalu néven írták.
Mai Patakófalu nevét az 1903-as településrendezés során kapta, a korábban vele szomszédos, és 1966-ban a faluhoz csatolt Új Sztuzsica (Patakújfalu) nevétől való megkülönböztetésképpen.
A trianoni békeszerződés előtt Ung vármegye Nagybereznai járásához tartozott. 1910-ben 578 lakosából 14 magyar, 564 ruszin volt. Ebből 551 görögkatolikus, 27 izraelita volt.

## Népesség
| 2001 | 981 |

A népesség anyanyelv szerinti megoszlása a teljes népesség %-ában (2001)

## Nevezetességek
- Görögkatolikus fatemploma 1771-ben már állt, Szent Miklós tiszteletére szentelték. Anyakönyvet 1826-tól vezetnek.